# 龙门郡
龙门郡，中国南北朝时设置的郡。
东魏设置龙门郡，治所在西太平县，下辖西太平县、汾阳县。北齐移治龙门县（今山西河津市东南），辖境约当今山西省河津市一带，下辖龙门县一县，属南汾州。北周灭北齐，龙门郡属绛州。隋文帝开皇三年（583年）废龙门郡。
隋恭帝义宁二年（618年）改平武郡置龙门郡，治所在江油县（今四川平武县东南南坝镇旧州）。下辖江油县、马盘县、平武县、方维县四县。辖境相当今四川平武县及青川县、江油市部分地区。不久改为西龙门郡。唐朝建立后改为西龙州，唐太宗时改为龙州。